# 24 ur Le Mansa 2001
24 ur Le Mansa 2001 je bila devetinšestdeseta vzdržljivostna dirka 24 ur Le Mansa. Potekala je 16. in 17. junija 2001.

## Rezultati

### Uvrščeni
NC = neuvrščeni - niso prevozili 70% razdalje zmagovalca, DNF = odstop, DNS = niso štartali
| Poz    | Razred | Št | Moštvo                                           | Dirkači                                                   | Šasija                                   | Gume | Krogi |
| Poz    | Razred | Št | Moštvo                                           | Dirkači                                                   | Motor                                    | Gume | Krogi |
| ------ | ------ | -- | ------------------------------------------------ | --------------------------------------------------------- | ---------------------------------------- | ---- | ----- |
| 1      | LMP900 | 1  | Audi Sport Team Joest                            | Frank Biela Emanuele Pirro Tom Kristensen                 | Audi R8                                  | M    | 321   |
| 1      | LMP900 | 1  | Audi Sport Team Joest                            | Frank Biela Emanuele Pirro Tom Kristensen                 | Audi 3.6L Turbo V8                       | M    | 321   |
| 2      | LMP900 | 2  | Audi Sport North America                         | Laurent Aïello Rinaldo Capello Christian Pescatori        | Audi R8                                  | M    | 320   |
| 2      | LMP900 | 2  | Audi Sport North America                         | Laurent Aïello Rinaldo Capello Christian Pescatori        | Audi 3.6L Turbo V8                       | M    | 320   |
| 3      | LMGTP  | 8  | Team Bentley                                     | Andy Wallace Butch Leitzinger Eric van de Poele           | Bentley EXP Speed 8                      | D    | 306   |
| 3      | LMGTP  | 8  | Team Bentley                                     | Andy Wallace Butch Leitzinger Eric van de Poele           | Bentley (Audi) 3.6L Turbo V8             | D    | 306   |
| 4      | LMP900 | 16 | Team PlayStation Oreca                           | Olivier Beretta Karl Wendlinger Pedro Lamy                | Chrysler (Dallara) LMP2001               | M    | 298   |
| 4      | LMP900 | 16 | Team PlayStation Oreca                           | Olivier Beretta Karl Wendlinger Pedro Lamy                | Mopar 6.0L V8                            | M    | 298   |
| 5      | LMP675 | 38 | ROC Auto                                         | Jordi Gené Jean-Denis Deletraz Pascal Fabre               | Reynard 2KQ-LM                           | M    | 284   |
| 5      | LMP675 | 38 | ROC Auto                                         | Jordi Gené Jean-Denis Deletraz Pascal Fabre               | Volkswagen HPT16 2.0L Turbo I4           | M    | 284   |
| 6      | GT     | 83 | Seikel Motorsport                                | Gabrio Rosa Fabio Babini Luca Drudi                       | Porsche 911 GT3-RS                       | Y    | 283   |
| 6      | GT     | 83 | Seikel Motorsport                                | Gabrio Rosa Fabio Babini Luca Drudi                       | Porsche 3.6L Flat-6                      | Y    | 283   |
| 7      | GT     | 77 | Freisinger Motorsport                            | Gunnar Jeannette Romain Dumas Philippe Haezenbrouck       | Porsche 911 GT3-RS                       | Y    | 282   |
| 7      | GT     | 77 | Freisinger Motorsport                            | Gunnar Jeannette Romain Dumas Philippe Haezenbrouck       | Porsche 3.6L Flat-6                      | Y    | 282   |
| 8      | GTS    | 63 | Corvette Racing                                  | Ron Fellows Scott Pruett Johnny O'Connell                 | Chevrolet Corvette C5-R                  | G    | 278   |
| 8      | GTS    | 63 | Corvette Racing                                  | Ron Fellows Scott Pruett Johnny O'Connell                 | Chevrolet 7.0L V8                        | G    | 278   |
| 9      | GT     | 75 | Perspective Racing                               | Thierry Perrier Michel Neugarten Nigel Smith              | Porsche 911 GT3-RS                       | D    | 275   |
| 9      | GT     | 75 | Perspective Racing                               | Thierry Perrier Michel Neugarten Nigel Smith              | Porsche 3.6L Flat-6                      | D    | 275   |
| 10     | GT     | 80 | Larbre Compétition                               | Jean-Luc Chereau Patrice Goueslard Sebastien Dumez        | Porsche 911 GT3-RS                       | M    | 274   |
| 10     | GT     | 80 | Larbre Compétition                               | Jean-Luc Chereau Patrice Goueslard Sebastien Dumez        | Porsche 3.6L Flat-6                      | M    | 274   |
| 11     | GT     | 72 | Team Taisan Advan                                | Hideo Fukuyama Atsushi Yogo Kazuyuki Nishikawa            | Porsche 911 GT3-RS                       | Y    | 273   |
| 11     | GT     | 72 | Team Taisan Advan                                | Hideo Fukuyama Atsushi Yogo Kazuyuki Nishikawa            | Porsche 3.6L Flat-6                      | Y    | 273   |
| 12     | GT     | 82 | Seikel Motorsport                                | Tony Burgess Max Cohen-Olivar Andrew Bagnall              | Porsche 911 GT3-RS                       | Y    | 272   |
| 12     | GT     | 82 | Seikel Motorsport                                | Tony Burgess Max Cohen-Olivar Andrew Bagnall              | Porsche 3.6L Flat-6                      | Y    | 272   |
| 13     | LMP900 | 17 | Pescarolo Sport                                  | Sébastien Bourdais Jean-Christophe Boullion Laurent Rédon | Courage C60                              | M    | 271   |
| 13     | LMP900 | 17 | Pescarolo Sport                                  | Sébastien Bourdais Jean-Christophe Boullion Laurent Rédon | Peugeot A32 3.2L Turbo V6                | M    | 271   |
| 14     | GTS    | 64 | Corvette Racing                                  | Andy Pilgrim Kelly Collins Franck Freon                   | Chevrolet Corvette C5-R                  | G    | 271   |
| 14     | GTS    | 64 | Corvette Racing                                  | Andy Pilgrim Kelly Collins Franck Freon                   | Chevrolet 7.0L V8                        | G    | 271   |
| 15     | LMP900 | 6  | DAMS                                             | Wayne Taylor Max Angelelli Christophe Tinseau             | Cadillac Northstar (Riley & Scott) LMP01 | M    | 270   |
| 15     | LMP900 | 6  | DAMS                                             | Wayne Taylor Max Angelelli Christophe Tinseau             | Cadillac Northstar 4.0L Turbo V8         | M    | 270   |
| 16     | GT     | 76 | PK Sport Ricardo Engineering                     | Mike Youles Dave Warnock Stephen Day                      | Porsche 911 GT3-RS                       | D    | 265   |
| 16     | GT     | 76 | PK Sport Ricardo Engineering                     | Mike Youles Dave Warnock Stephen Day                      | Porsche 3.6L Flat-6                      | D    | 265   |
| 17     | GT     | 74 | Warm-Up Luc Alphand Aventures JMB Racing         | Luc Alphand Michel Liggonet Luis Marques                  | Porsche 911 GT3-RS                       | M    | 265   |
| 17     | GT     | 74 | Warm-Up Luc Alphand Aventures JMB Racing         | Luc Alphand Michel Liggonet Luis Marques                  | Porsche 3.6L Flat-6                      | M    | 265   |
| 18     | GTS    | 60 | Saleen-Allen Speedlab                            | Franz Konrad Oliver Gavin Terry Borcheller                | Saleen S7-R                              | G    | 246   |
| 18     | GTS    | 60 | Saleen-Allen Speedlab                            | Franz Konrad Oliver Gavin Terry Borcheller                | Ford 7.0L V8                             | G    | 246   |
| 19     | LMP675 | 30 | Gerard Welter                                    | Stephane Daoudi Yojiro Tarada Jean-Rene de Fournoux       | WR LMP01                                 | M    | 245   |
| 19     | LMP675 | 30 | Gerard Welter                                    | Stephane Daoudi Yojiro Tarada Jean-Rene de Fournoux       | Peugeot 2.0L Turbo I4                    | M    | 245   |
| 20     | GTS    | 58 | Larbre Compétition                               | Christophe Bouchut Jean-Phillipe Belloc Tiago Monteiro    | Chrysler Viper GTS-R                     | M    | 234   |
| 20     | GTS    | 58 | Larbre Compétition                               | Christophe Bouchut Jean-Phillipe Belloc Tiago Monteiro    | Chrysler 8.0L V10                        | M    | 234   |
| 21 NC  | GT     | 79 | Noel del Bello racing                            | Sylvain Noel Jean-Luc Maury-Lauribiere Georges Forgeois   | Porsche 911 GT3-RS                       | D    | 193   |
| 21 NC  | GT     | 79 | Noel del Bello racing                            | Sylvain Noel Jean-Luc Maury-Lauribiere Georges Forgeois   | Porsche 3.6L Flat-6                      | D    | 193   |
| 22 DNF | LMP900 | 14 | Viper Team Oreca                                 | Seiji Ara Masahiko Kondo Ni Amorim                        | Chrysler (Dallara) LMP2001               | M    | 243   |
| 22 DNF | LMP900 | 14 | Viper Team Oreca                                 | Seiji Ara Masahiko Kondo Ni Amorim                        | Mopar 6.0L V8                            | M    | 243   |
| 23 DNF | GTS    | 62 | Ecurie Ecosse Ray Mallock, Ltd. (RML)            | Johnny Mowlem Ian McKellar Bruno Lampert                  | Saleen S7-R                              | D    | 175   |
| 23 DNF | GTS    | 62 | Ecurie Ecosse Ray Mallock, Ltd. (RML)            | Johnny Mowlem Ian McKellar Bruno Lampert                  | Ford 7.0L V8                             | D    | 175   |
| 24 DNF | LMP900 | 9  | Racing for Holland                               | Jan Lammers Danny Crevels Val Hillebrand                  | Dome S101                                | M    | 156   |
| 24 DNF | LMP900 | 9  | Racing for Holland                               | Jan Lammers Danny Crevels Val Hillebrand                  | Judd GV4 4.0L V10                        | M    | 156   |
| 25 DNF | LMP900 | 20 | Team Ascari                                      | Werner Lupberger Ben Collins Harri Toivonen               | Ascari A410                              | G    | 134   |
| 25 DNF | LMP900 | 20 | Team Ascari                                      | Werner Lupberger Ben Collins Harri Toivonen               | Judd GV4 4.0L V10                        | G    | 134   |
| 26 DNF | LMP900 | 15 | Viper Team Oreca                                 | Yannick Dalmas Stephane Sarrazin Franck Montagny          | Chrysler (Dallara) LMP2001               | M    | 126   |
| 26 DNF | LMP900 | 15 | Viper Team Oreca                                 | Yannick Dalmas Stephane Sarrazin Franck Montagny          | Mopar 6.0L V8                            | M    | 126   |
| 27 DNF | GT     | 70 | Aspen Knolls Racing Michael Calucci Racing (MCR) | Bob Mazzuoccola Vic Rice Cort Wagner                      | Callaway C12-R                           | G    | 98    |
| 27 DNF | GT     | 70 | Aspen Knolls Racing Michael Calucci Racing (MCR) | Bob Mazzuoccola Vic Rice Cort Wagner                      | Chevrolet 7.0L V8                        | G    | 98    |
| 28 DNF | LMP675 | 36 | Dick Barbour Racing                              | Didier de Radigues Sascha Maassen Hideshi Matsuda         | Reynard 01Q-LM                           | G    | 95    |
| 28 DNF | LMP675 | 36 | Dick Barbour Racing                              | Didier de Radigues Sascha Maassen Hideshi Matsuda         | Judd GV675 3.4L V8                       | G    | 95    |
| 29 DNF | LMP675 | 32 | KnightHawk Racing Roock Racing International     | Claudia Hürtgen Rich Fairbanks Chris Gleason              | Lola B2K/40                              | A    | 94    |
| 29 DNF | LMP675 | 32 | KnightHawk Racing Roock Racing International     | Claudia Hürtgen Rich Fairbanks Chris Gleason              | Nissan 3.4L V6                           | A    | 94    |
| 30 DNF | LMP675 | 33 | MG Sport & Racing Ltd.                           | Julian Bailey Mark Blundell Kevin McGarrity               | MG-Lola EX257                            | M    | 92    |
| 30 DNF | LMP675 | 33 | MG Sport & Racing Ltd.                           | Julian Bailey Mark Blundell Kevin McGarrity               | MG (AER) XP20 2.0L Turbo I4              | M    | 92    |
| 31 DNF | LMP900 | 11 | Panoz Motorsports                                | Klaus Graff Jamie Davies Gary Formato                     | Panoz LMP-07                             | M    | 86    |
| 31 DNF | LMP900 | 11 | Panoz Motorsports                                | Klaus Graff Jamie Davies Gary Formato                     | Elan (Zytek) 4.0L V8                     | M    | 86    |
| 32 DNF | LMP900 | 12 | Panoz Motorsports                                | David Brabham Jan Magnussen Franck Lagorce                | Panoz LMP-07                             | M    | 85    |
| 32 DNF | LMP900 | 12 | Panoz Motorsports                                | David Brabham Jan Magnussen Franck Lagorce                | Elan (Zytek) 4.0L V8                     | M    | 85    |
| 33 DNF | LMP900 | 3  | Champion Racing                                  | Johnny Herbert Didier Theys Ralf Kelleners                | Audi R8                                  | M    | 81    |
| 33 DNF | LMP900 | 3  | Champion Racing                                  | Johnny Herbert Didier Theys Ralf Kelleners                | Audi 3.6L Turbo V8                       | M    | 81    |
| 34 DNF | LMP900 | 10 | Team Den Bla Avis Team Goh                       | John Nielsen Hiroki Katoh Casper Elgaard                  | Dome S101                                | G    | 66    |
| 34 DNF | LMP900 | 10 | Team Den Bla Avis Team Goh                       | John Nielsen Hiroki Katoh Casper Elgaard                  | Judd GV4 4.0L V10                        | G    | 66    |
| 35 DNF | LMP900 | 21 | Team Ascari                                      | Klaas Zwart Xavier Pompidou Scott Maxwell                 | Ascari A410                              | G    | 66    |
| 35 DNF | LMP900 | 21 | Team Ascari                                      | Klaas Zwart Xavier Pompidou Scott Maxwell                 | Judd GV4 4.0L V10                        | G    | 66    |
| 36 DNF | GTS    | 55 | Paul Belmondo Racing                             | Vincent Vosse Vanina Ickx Carl Rosenblad                  | Chrysler Viper GTS-R                     | D    | 61    |
| 36 DNF | GTS    | 55 | Paul Belmondo Racing                             | Vincent Vosse Vanina Ickx Carl Rosenblad                  | Chrysler 8.0L V10                        | D    | 61    |
| 37 DNF | LMGTP  | 7  | Team Bentley                                     | Martin Brundle Stephane Ortelli Guy Smith                 | Bentley EXP Speed 8                      | D    | 56    |
| 37 DNF | LMGTP  | 7  | Team Bentley                                     | Martin Brundle Stephane Ortelli Guy Smith                 | Bentley (Audi) 3.6L Turbo V8             | D    | 56    |
| 38 DNF | LMP900 | 5  | DAMS                                             | Eric Bernard Emmanuel Collard Marc Goossens               | Cadillac Northstar (Riley & Scott) LMP01 | M    | 56    |
| 38 DNF | LMP900 | 5  | DAMS                                             | Eric Bernard Emmanuel Collard Marc Goossens               | Cadillac Northstar 4.0L Turbo V8         | M    | 56    |
| 39 DNF | LMP900 | 19 | SMG Competition                                  | Philippe Gache Jerome Pelicand Anthony Beltoise           | Courage C60                              | M    | 51    |
| 39 DNF | LMP900 | 19 | SMG Competition                                  | Philippe Gache Jerome Pelicand Anthony Beltoise           | Judd GV4 4.0L V10                        | M    | 51    |
| 40 DNF | GTS    | 56 | Paul Belmondo Racing                             | Gregoire de Galzain Anthony Kumpen Jean-Claude Lagniez    | Chrysler Viper GTS-R                     | D    | 44    |
| 40 DNF | GTS    | 56 | Paul Belmondo Racing                             | Gregoire de Galzain Anthony Kumpen Jean-Claude Lagniez    | Chrysler 8.0L V10                        | D    | 44    |
| 41 DNF | GT     | 71 | Racing Engineering                               | Robert Donovan Terry Lingner Chris MacAllister            | Porsche 911 GT3-RS                       | D    | 44    |
| 41 DNF | GT     | 71 | Racing Engineering                               | Robert Donovan Terry Lingner Chris MacAllister            | Porsche 3.6L Flat-6                      | D    | 44    |
| 42 DNF | LMP900 | 18 | Pescarolo Sport                                  | Emmanuel Clerico Didier Cottaz Boris Dorichebourg         | Courage C60                              | M    | 42    |
| 42 DNF | LMP900 | 18 | Pescarolo Sport                                  | Emmanuel Clerico Didier Cottaz Boris Dorichebourg         | Peugeot A32 3.2L Turbo V6                | M    | 42    |
| 43 DNF | LMP900 | 4  | Johansson Motorsport                             | Stefan Johansson Tom Coronel Patrick Lemarie              | Audi R8                                  | M    | 35    |
| 43 DNF | LMP900 | 4  | Johansson Motorsport                             | Stefan Johansson Tom Coronel Patrick Lemarie              | Audi 3.6L Turbo V8                       | M    | 35    |
| 44 DNF | LMP675 | 34 | MG Sport & Racing Ltd.                           | Anthony Reid Warren Hughes Jonny Kane                     | MG-Lola EX257                            | M    | 30    |
| 44 DNF | LMP675 | 34 | MG Sport & Racing Ltd.                           | Anthony Reid Warren Hughes Jonny Kane                     | MG (AER) XP20 2.0L Turbo I4              | M    | 30    |
| 45 DNF | LMP675 | 37 | Dick Barbour Racing                              | John Graham Milka Duno David Murry                        | Reynard 01Q-LM                           | G    | 4     |
| 45 DNF | LMP675 | 37 | Dick Barbour Racing                              | John Graham Milka Duno David Murry                        | Judd GV675 3.4L V8                       | G    | 4     |
| 46 DNF | GTS    | 61 | Konrad Motorsport                                | Walter Brun Toni Seiler Charles Slater                    | Saleen S7-R                              | G    | 4     |
| 46 DNF | GTS    | 61 | Konrad Motorsport                                | Walter Brun Toni Seiler Charles Slater                    | Ford 7.0L V8                             | G    | 4     |
| 47 DNF | GTS    | 57 | Equipe de France Epsilon Oreca                   | David Terrien Jonathan Cochet Jean-Philippe Dayraut       | Chrysler Viper GTS-R                     | M    | 4     |
| 47 DNF | GTS    | 57 | Equipe de France Epsilon Oreca                   | David Terrien Jonathan Cochet Jean-Philippe Dayraut       | Chrysler 8.0L V10                        | M    | 4     |
| 48 DNF | LMP675 | 35 | S & R Rowan Racing Ltd.                          | Warren Carway Martin O'Connell François Migault           | Pilbeam MP84                             | A    | 3     |
| 48 DNF | LMP675 | 35 | S & R Rowan Racing Ltd.                          | Warren Carway Martin O'Connell François Migault           | Nissan 3.4L V6                           | A    | 3     |

### Statistika
- Najboljši štartni položaj - #2 Audi Sport North America - 3:32.429
- Razdalja - 4381.65km
- Povprečna hitrost - 180.949km/h